# Peter Hamecher
Peter Hamecher (Lechenich, 20 de enero de 1879-Berlín-Neukölln, 1938) fue un autor y activista homosexual alemán.
Peter Hamecher estudió en Gymnasium en Düren, Brühl y Euskirchen. Poco después vivió durante un tiempo en Colonia y en Berlín. Trabajó como poeta, ensyista, autor y editor; en total publicó 16 libros como autor o editor, así como numerosas contribuciones en periódicos y diarios, sobre todo en Renania. También trabajó en la revista sobre teatro Masken, editada por el Düsseldorfer Schauspielhaus. Sus publicaciones estaban fuertemente marcadas por su interés en las obras de autores gais, entre ellos, Oscar Wilde, Stefan George, Herman Bang, Herbert Eulenberg y Wilhelm Schmidtbonn. En 1901 publicó Zwischen den Geschlechtern, en el que un hombre joven de 22 años reconoce abiertamente su homosexualidad.
Hacia 1900 Peter Hamecher se trasladó a vivir a Berlín, donde entró en contacto con los activista homosexuales Adolf Brand, Magnus Hirschfeld y su Comité científico humanitario. Hasta 1929 fue con sus 45 aportaciones, uno de los más estrechos colaboradores de la revista Der Eigene de Brand. Allí escribió: «En mis tormentosos 15 años fue cuando por primera vez la imagen del amor al amigo apareció ante mis ojos con colores llameantes y se perdió para mi todo sentimiento hacia la mujer como sexo».
En 1903 Der Eigene fue censurado, retirada por «divulgación de escritos impúdicos» y Adolf Brand fue condenado a dos meses de cárcel. Un poema de Hamecher tuvo un papel en el asunto, pero Hamecher no fue juzgado. En 1922 Brand compareció de nuevo ante el juez por el mismo delito y Hamecher fue interrogado como experto.
En 1938 Hamecher falleció en una residencia de ancianos en Berlin-Neukölln como consecuencia de la sífilis que sufría desde 1914. «Peter Hamecher, con su contacto a la Gemeinschaft der Eigenen y al WHK, un gran —y posteriormente incluso un enorme— apoyo al joven movimiento homosexual. Su presencia abiertamente homosexual impresionó a muchos.»

## Obra (selección)
- Hamecher, Peter (2012 (reedición)). Die Novellen der Freundschaft. Paderborn: Sarastro. ISBN 978-3-86471-035-3.
- Hamecher, Peter (2011).  Erwin in het Panhuis y Wolfram Setz, ed. Zwischen den Geschlechtern. Literaturkritik – Gedichte – Prosa. Hamburg: Männerschwarm-Verlag. ISBN 978-3-939542-58-2.
- Hamecher, Peter (1932). Entformung und Gestalt. Gottfried Benn – Stefan George. Berlin: Die Rabenpresse.